# Aires Puros

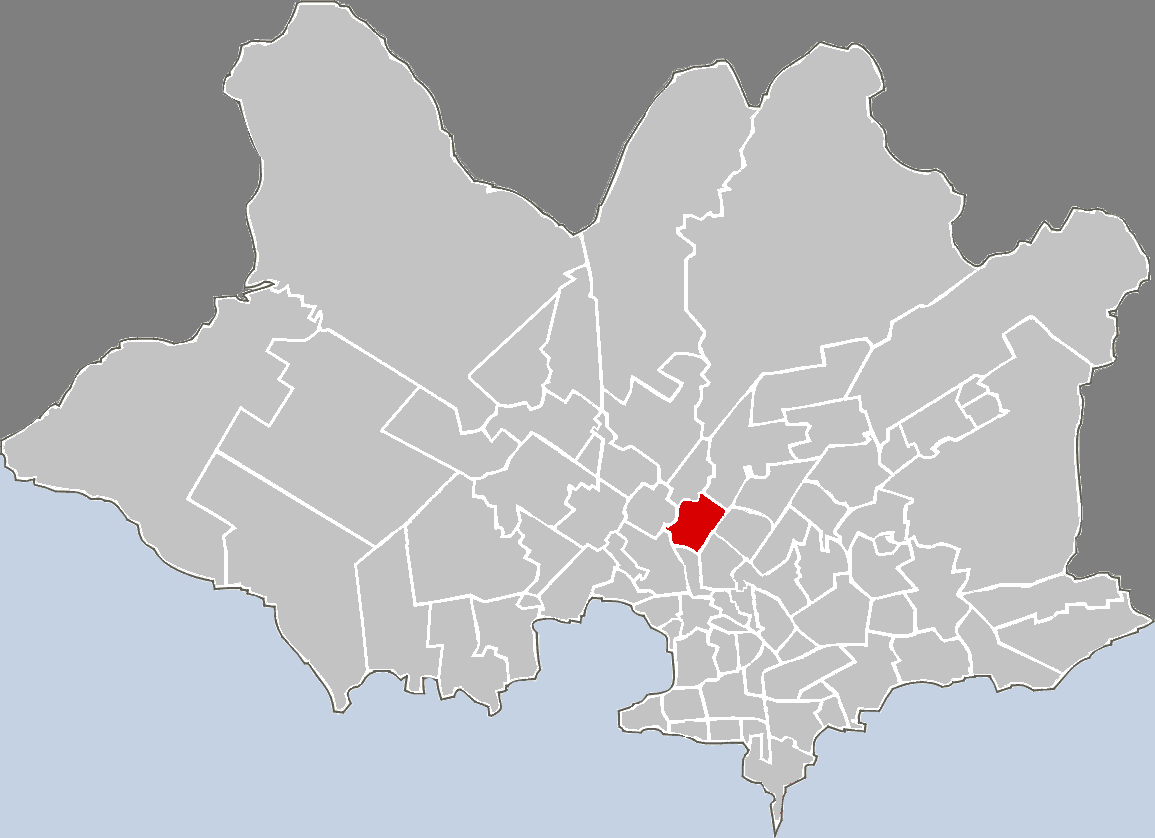
Lage von Aires Puros in Montevideo

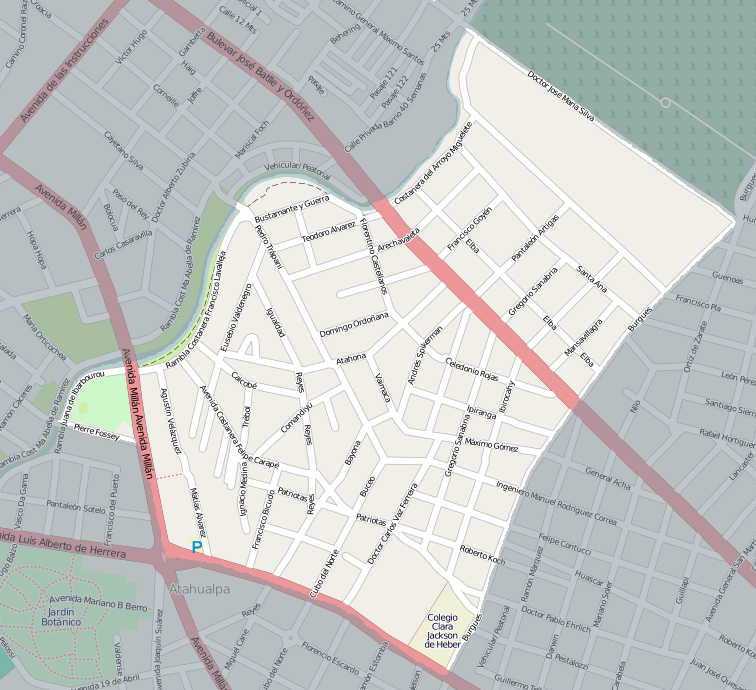
Plan von Aires Puros

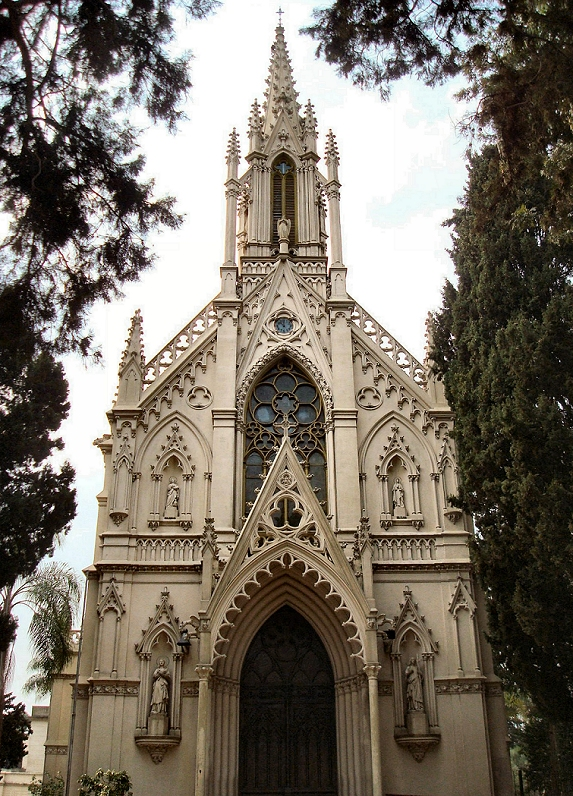
Capilla Jackson

Aires Puros ist ein Stadtviertel (Barrio) der uruguayischen Hauptstadt Montevideo.

## Lage
Das Gebiet von Aires Puros befindet sich laut Orestes Araújo zwischen den Anfang des 20. Jahrhunderts als Lavalleja, Jackson und Burgues bezeichneten Straßen sowie dem Arroyuelo de Chopitea. Der Camino Lavalleja trennt es vom benachbarten Barrio Lavalleja. Es wird nach Angaben des Instituto Nacional de Estadística (INE) von den Stadtteilen Peñarol - Lavalleja (Norden), Casavalle (Norden), Cerrito (Osten), Brazo Oriental (Osten), Atahualpa (Süden), Prado - Nueva Savona (Südwesten) und Paso de las Duranas (Westen) umgeben. Die Grenzen des Barrios bilden dabei der Arroyo Miguelete im Westen, der Camino Dr Je Ma Silva im Norden, die Avenida Burgues im Osten sowie die Avenida Luis A de Herrera, die Avenida Millán und P Fossey im Süden. Das Gebiet von Aires Puros ist den Municipios C und D zugeordnet.

## Infrastruktur

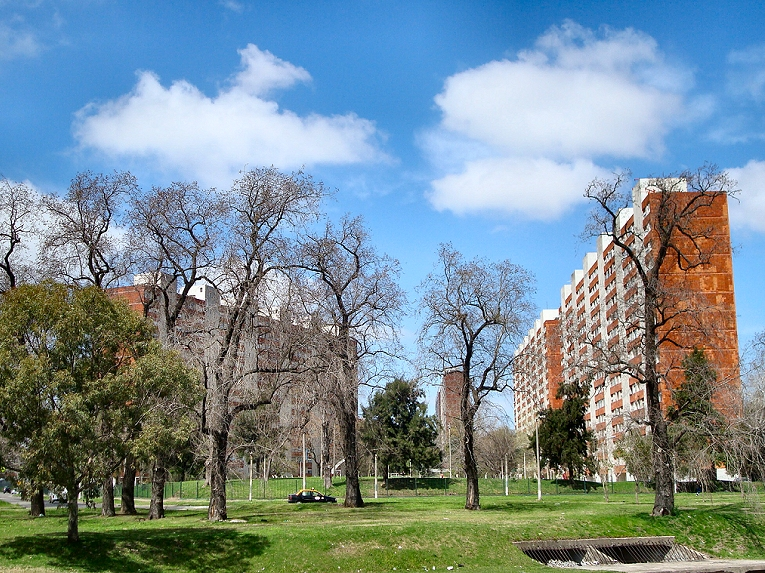
Parque Posadas

Im westlichen Teil des Viertels befindet sich der elf Hektar große Parque Posadas. In dem dortigen, aus über 2000 Appartements bestehenden Wohnkomplex leben mehr als 7000 Personen.

### Bildung
Aires Puros beherbergt das Colegio y Liceo Clara Jackson de Heber.

### Kultur
Das Juan Manuel Blanes Museum mit dem japanischen Garten ist in Aires Puros ansässig.

### Sport
Aus Aires Puros stammt der Fußballverein La Luz FC.